# John Hancock Center
John Hancock Center, sedan 2018 officiellt kallad 875 North Michigan Avenue efter dess adress, är en 100 våningar hög skyskrapa i Chicago, Illinois. Byggnaden är med sina 344 meter den fjärde högsta byggnaden i Chicago, och den åttonde högsta i USA. Den är byggd i en strukturalistisk stil, och färdigställdes 1969. Byggnaden används till bostäder och kontor. I toppen av skyskrapan, på våning 94, finns en utsiktsplattorm inomhus kallad 360 Chicago som ger besökarna möjlighet att på hög höjd kunna se åt alla väderstreck. Den har bland annat en attraktion vid namn TILT där besökarna med hjälp av en anordning kan luta sig cirka 30 grader utåt från byggnaden.